# レインボー級潜水艦
レインボー級潜水艦（れいんぼーきゅうせんすいかん、Rainbow-class submarine）は、1930年代にイギリス海軍が建造した潜水艦。全艦が「R」で始まる名前を持っていたため、R級潜水艦（R-class submarine）とも呼ばれる。

## 設計
レインボー級は、パーシアン級潜水艦に小改正を加えた哨戒用航洋潜水艦として1928年度計画で建造された。本級は主に極東配備用を目的として6隻が計画されたが、世界恐慌後の予算削減のあおりを受けて実際に建造されたのは4隻であった。
パーシアン級と同様に、本級もオーディン級潜水艦以来続くサドルタンク式を採用しているが、細部に関してはかなり変更が加えられている。具体的には、内部配置の変更によって全長を0.6m短縮、燃料タンクの溶接化と外板増厚（1/4インチから1/2インチへ変更）による燃料漏洩防止、機関の燃費向上による航続距離の延長（前級比5パーセント増）、司令塔と備砲の設置場所を低くして重心を低下させるなどの改良が行われた。
魚雷発射管の門数は、艦首6門、艦尾2門の計8門で魚雷14本を搭載した。備砲は4.7インチ（12cm）単装砲だったが、「レインボー」のみ就役時から4インチ（10.2cm）単装砲を装備した。それ以外の艦も、就役から間もない1931年に4インチ単装砲に換装している。
本級の機関出力は竣工時4,640馬力あったが、後年には4,100馬力に低下しており17.5ノットの水上速力は発揮が難しかったともいわれる。

## 戦歴
本級は就役後、当初の計画通り極東方面で運用された。
「レギュラス」は1939年10月の哨戒中、まだ参戦前ではあったものの関係が悪化していた日本沿岸の偵察に用いられた。この際、「レギュラス」は豊後水道で大日本帝国海軍の演習を偵察し、航空母艦「飛龍」と思われる新型空母を観測したほか、密かに志布志湾や、紀淡海峡を通過して大阪湾へ潜入し写真偵察を行ったとされている。	
第二次世界大戦中の1940年には極東から引き上げられ、 地中海で運用されたが損害も大きく3隻が戦没した。「ローヴァー」のみ1943年後半から練習潜水艦として用いられ、唯一戦争を生き残った。

## 艦名一覧
| 艦名         | ペナントナンバー | 建造所                                       | 竣工           | 最期                                                                                                |
| ------------ | ---------------- | -------------------------------------------- | -------------- | --------------------------------------------------------------------------------------------------- |
| レインボー   | N16              | チャタム工廠                                 | 1932年1月18日  | 1940年10月4日にアドリア海でイタリア商船「アントニエッタ・コスタ」と衝突し沈没したと推定されている。 |
| リージェント | N41              | ヴィッカース・アームストロング               | 1930年11月11日 | 1943年4月18日、バルレッタ沖で触雷沈没したと推定されている。                                         |
| レギュラス   | N88              | ヴィッカース・アームストロング               | 1930年12月6日  | 1940年12月6日、ターラント沖で触雷沈没したと推定されている。                                         |
| ローヴァー   | N62              | ヴィッカース・アームストロング               | 1931年1月29日  | 1946年解体。                                                                                        |
| ロイヤリスト |                  | ウィリアム・ベアードモア・アンド・カンパニー |                | 建造中止。                                                                                          |
| ルパート     |                  | キャメル・レアード                           |                | 建造中止。                                                                                          |

- かつて、「レインボー」は1940年10月15日にターラント湾でイタリア海軍潜水艦「エンリコ・トーチ（英語版）」と交戦し沈没したと信じられていたが、1988年の調査で、この時沈んだ英潜水艦は「トライアド（英語版）」だったと結論付けられた[4]。